# Falconeria

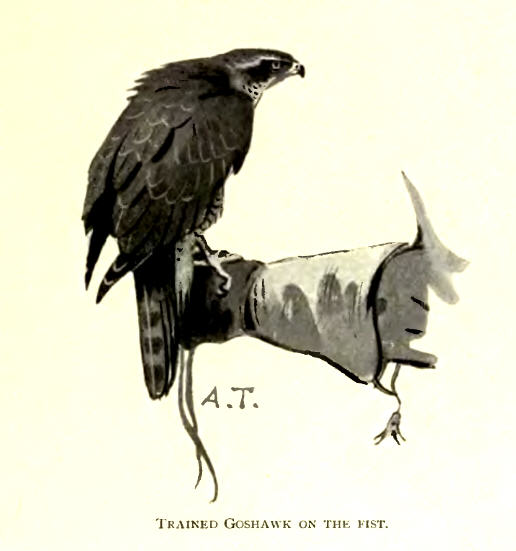
Un astor, dibuix del 1903.

La falconeria és l'art de criar, entrenar i tenir cura de falcons i altres ocells rapinyaires per a la caça de volateria. En general es pot dir que és una caça d'ocellam i petits vertebrats que es practica des de l'antiguitat medieval amb falcons, astors, xoriguers, falcó de Harris i altres rapinyaires capaços de perseguir la presa a l'aire fins a fer-la caure o matar-la.
Els antics vestigis i documents sobre falconeria mostren que en la major part dels casos es tractava d'un esport aristocràtic i elitista, en el qual participaven reis i altres personatges poderosos. Els orígens d'aquesta pràctica es troben a l'Àsia. Des de 2010 és Patrimoni Immaterial de la Humanitat per la UNESCO gràcies a una candidatura a la qual van participar onze països, tres d'ells europeus.

## Història

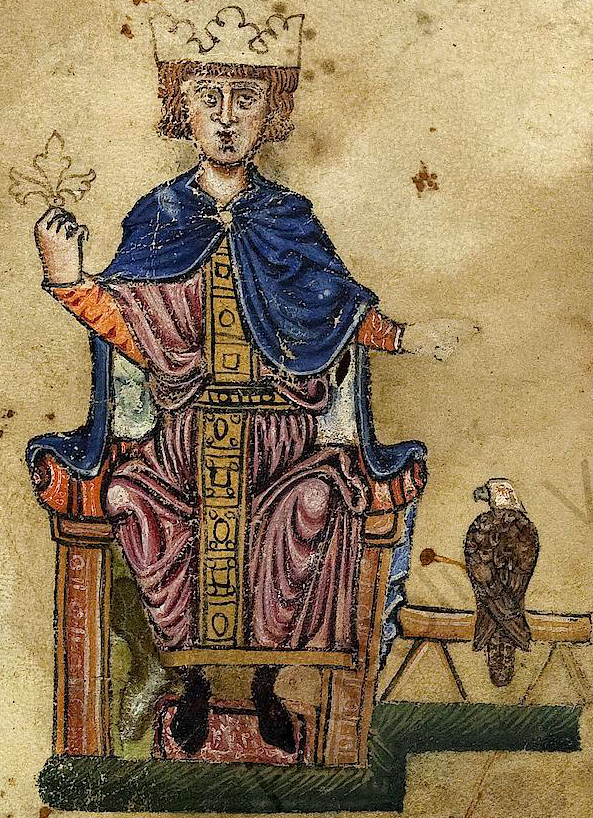
Frederick II amb el seu falcó personal, del seu llibre De arte venandi cum avibus (Sobre l'art de caçar amb ocells). tardà

Els orígens de la falconeria són antics, i es creu que s'originà a l'Àsia. El món grecoromà no practicava la falconeria. Algunes de les representacions que es fan passar com de falconeria, tan sols ho són del que entre els romans s'anomena aucupio (captura d'ocells o ocelleria). Sembla que a Europa occidental arribà de la mà de les invasions godes. El primer testimoni gràfic data del segle v. Es troba en els mosaics de la Vil·la del Falconer a Argos (Grècia). Posteriorment es menciona a les lleis dels pobles germànics que gradualment traspassaren les fronteres de l'Imperi Romà i s'assentaren al sud dels rius Rin i Danubi.
A Europa, l'època daurada d'aquest art i afició fou a l'Edat Medieval. Es pot dir que més o menys des del segle vi fins al xvi, en el qual es practicava la caça amb falcons i astors, gaudí del seu auge i difusió més grans. Aquesta tècnica venatòria perdé terreny davant de les noves armes de foc i, també, a causa del cost que suposava mantenir un bon equip de falcons i falconers, car la falconeria, generalment fou una pràctica reservada als reis i grans senyors, encara no hi havia cap llei que la prohibís a la classe baixa, però per a obtenir menjar hi havia mètodes més efectius i segurs.
Avui en dia és un esport que en el món occidental es practica amb ocells de presa criats en captivitat, cosa que no suposa cap perill per a les aus salvatges. No obstant això, encara hi ha zones remotes en les quals encara es capturen aus silvestres.

### Falconers famosos
- El pare de Roger de Flor va ser falconer de l'emperador Frederic II del Sacre Imperi Romanogermànic.
- Ausiàs March fou falconer d'Alfons el Magnànim.

### La falconeria a Catalunya
- Hi ha un estudi notable de Johannes Vincke : "Sobre la caça amb falcons pels reis de Catalunya-Aragó els segles xiii i xiv".[3]
- En l'inventari del Príncep de Viana es poden llegir els noms i castes d'alguns falcons seus.[4]

| «                                 | Primo dos grifauts que té mossen Sentmenat /Item dos peregrins que té Jacobo de lo Vasco lun appellat Blanqueta la altre Gomucia/Item altre peregrí qui ha nom Cabrera lo qual té Mallorques /Item altre que ha nom Passa punto tel Mallorques/Item altre apellat Ferravant /Item dos munterins sords (“sords” per “sors”, rogencs) que no han volat /Item un sacre que té Loys Sanxo /Item un sacre de Sentmenat que ha nom Maya /Item altre que ha nom Poca roba.. | » |
| — Inventari del Príncep de Viana. | |   |

- El llibre "Johan I d'Aragó" parla molt sobre falcons. Es tracta d'una obra sobre Joan el Caçador.[6]
  - El capítol sencer es pot llegir i descarregar. Cerqueu: Johan, lo caçador.

## Tractats de falconeria

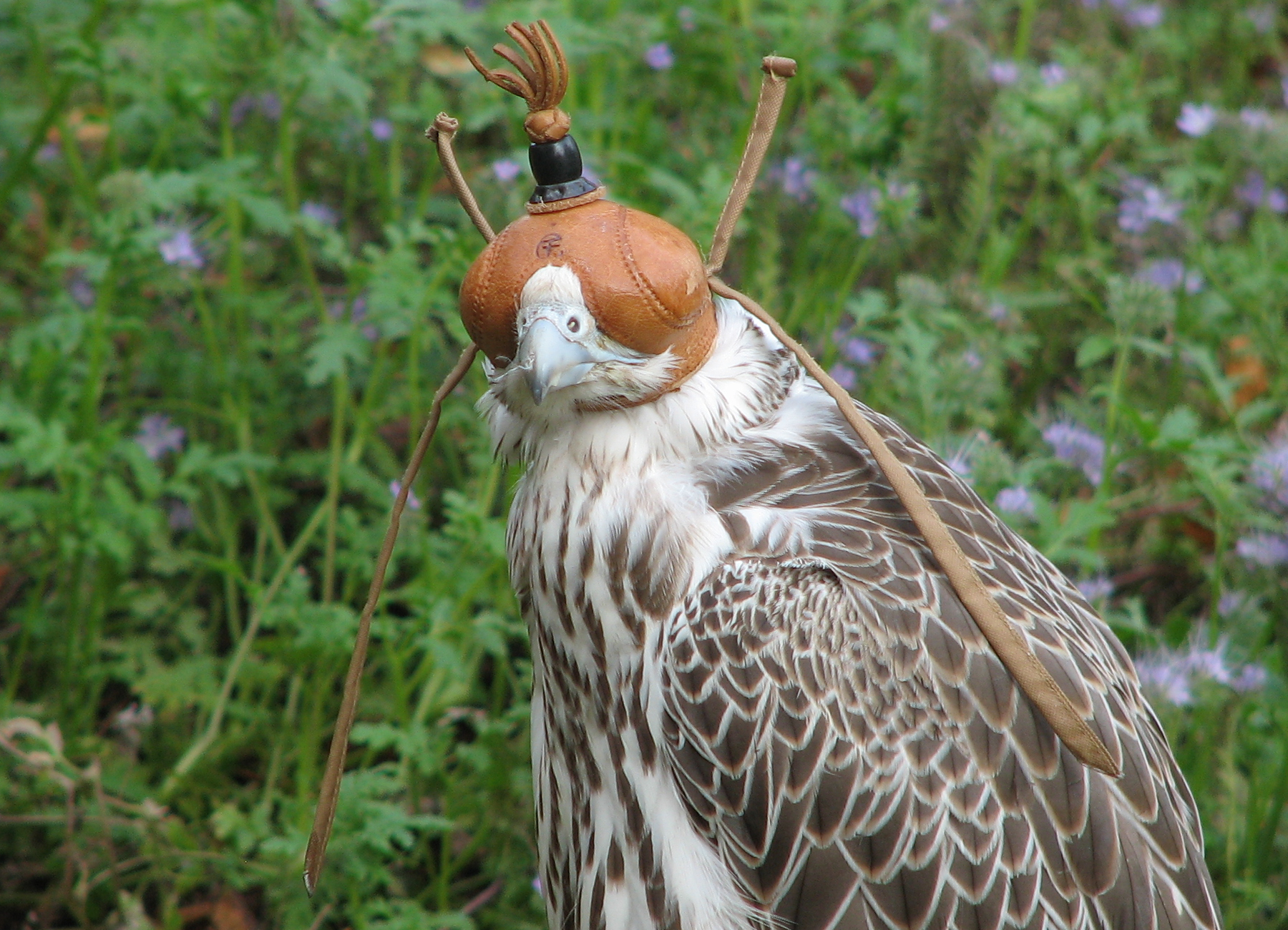
Falcó amb el caperó posat.

### Libre del nudriment he de la cura dells ocells los quals se pertanyen ha cassa
El títol actualitzat seria: "Llibre del nodriment i de la cura dels ocells destinats a caçar". L'obra seria anterior a 1240.
Un dels manuscrits que pot consultar-se completament forma part del MS 212, de la Biblioteca Nacional de França.
Hi ha una transcripció de José Manuel Fradejas Rueda, adjunta a una introducció i bibliografia sobre l'obra.

### El libro de la caza
Obra de Joan Manuel de Castella, aproximadament de l'any 1325.
És un breu tractat de dotze capítols, que es dedica a la falconeria. Fins ara se'l creia absolutament original, i que entre les línies es deixaven entreveure lleugeres reminiscències dels antics tractats de falconeria escrits en llatí. Tot i així, recentment, s'ha demostrat que es basa en el De arte venandi cum avibus de l'Emperador Frederick II. L'últim capítol, que està incomplet, ofereix una guia dels millors llocs de caça del regne de Castella i Lleó. Són una interessant font per a la distribució d'aus a l'Espanya medieval.

## Mètode
A l'Orient, llar dels mongols nòmades descendents de Genguis Kan és una pràctica bastant freqüent encara avui en dia; i és un mètode de subsistència de part de la població nòmada. Per a caçar muntats a cavall i amb l'equip adequat entrenen principalment àguiles daurades que cacen després que aquestes han menjat i estan massa cansades per a volar, tirant-los una xarxa a sobre confeccionada per ells mateixos.
Després procedeixen a dur l'ocell al ger (tenda) per a mantenir-la-hi durant un mes per tal que s'adapti als nous sons i olors humans. A les dues o tres setmanes següents la portaran sobre el seu braç, ensenyant-li a mantenir l'equilibri a galop i a no relliscar, i en acabat això li ensenyaran la tasca més difícil: tornar al mestre la presa.

## Equip
| «                                                      | Parlant del falconer reial: “ E no ignor a la cura d'ell pertànyer totes les coses a ells necessàries procurar, ço és: loures, capells, longues e altres arneses que al bech e a les manys de aquells appareyladors e altres quasque coses necessàries veurà ...”. | » |
| — Ordinacions de la Casa i Cort de Pere el Cerimoniós. | |   |

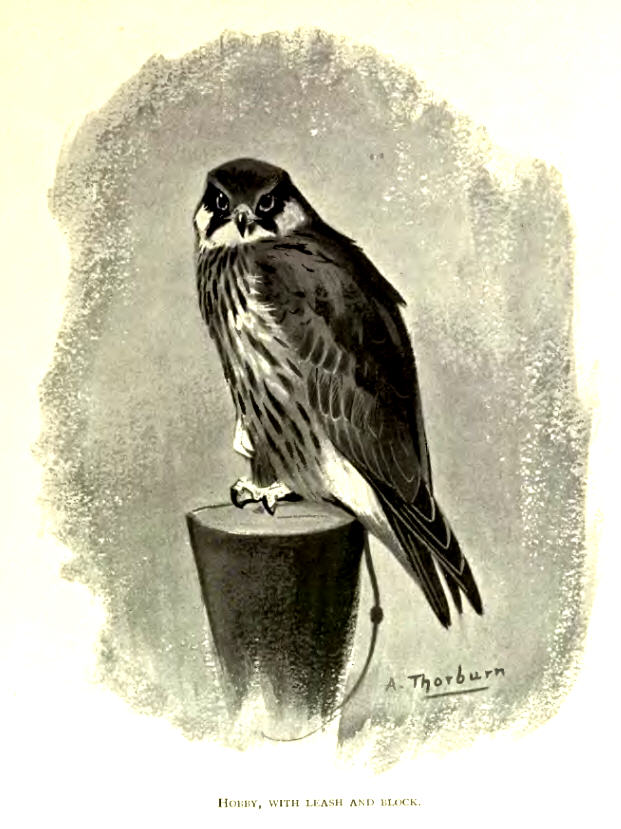
Un falcó, dibuix del 1903.

Els principals elements que componen l'equip d'un falconer, a part, no ho cal dir, de l'ocell de presa, són:
- Sarró
- Cascavells
- Corretges
- Llonga: corretja llarga lligada per un extrem a la perxa o al puny del falconer.
- Caperó, capell o caputxó.[9][10][11]
- Git ("pihuelas" en castellà)
- Tornet: anelles metàl·liques giratòries que fan la funció d'unir corretges diferents.
- Guant: Protecció per a la mà i l'avantbraç.
- Perxa: suport de fusta on és l'ocell de caça quan no és al puny el falconer.
- Lloure: peça de cuir que simula un ocell amb unes tires per posar menjar i que s'utilitza per atreure l'ocell de caça.
- Fiador
- Emissor i receptor de telemesura.